# Мэри Астор
Мэри Астор (англ. Mary Astor, настоящее имя Люсиль Васконселлос Лангханке (англ. Lucile Vasconcellos Langhanke), 3 мая 1906 — 25 сентября 1987) — американская актриса. Наиболее известна по роли Бриджит О’Шоннесси в фильме «Мальтийский сокол» (1941).
Астор начала свою долгую карьеру в кино, ещё будучи подростком, в немых фильмах 1920-х годов. Вскоре она перешла в звуковое кино, однако её карьера в этом направлении была почти разрушена из-за скандалов в середине 1930-х годов. Родители Астор подали на неё в суд, позже она была уличена в супружеской неверности, а также была вынуждена вступить в борьбу с бывшим мужем за опеку над дочерью. Преодолев все эти трудности в своей личной жизни, Астор продолжила свою успешную карьеру в кино, в конечном счете получив премию «Оскар» за лучшую женскую роль второго плана (Сандра Ковак в фильме «Великая ложь»). Она подписала семилетний контракт с Metro-Goldwyn-Mayer и продолжала сниматься в кино и на телевидении, а также появляться на сцене вплоть до своего завершения карьеры в 1964 году.
Астор также известна как автор пяти романов. Её автобиография стала бестселлером, как и её последняя книга «Жизнь в кино» (1969), которую она написала о своей карьере. Режиссёр Линдсей Андерсон писал о ней в 1990 году: «Когда две или три личности, которые любят кино, собраны воедино, то этому есть только одно имя — Мэри Астор. Все согласны с тем, что в этой актрисе был особый шарм, её качества были столь глубоки, что в реальности казалось, что она освещала всё своей блестящей игрой».

## Ранние годы
Мэри Астор, урождённая Люсиль Васконселлос Лангханке, была единственным ребёнком в семье Отто Людвига Лангханке (2 октября 1871 — 3 февраля 1943) и Хелен Мари де Васконселлос (19 апреля 1881 — 18 января 1947). Её отец, немец, в 1891 году иммигрировал в США из Германии и стал натурализованным гражданином; мать родилась в Джексонвилле, и имела португальские и ирландские корни. Лангханке и де Васкоселос поженились 3 августа 1904 года в Лайонсе (округ Райс, штат Канзас).
Отец Астор был учителем средней школы в Куинси (штат Иллинойс), пока США не вступили в Первую мировую войну. Позже он стал мелким фермером. Мать, которая всегда хотела быть актрисой, преподавала драматическое и ораторское искусство. Астор обучалась дома и в академии, игре на фортепиано она училась у своего отца, который настоял на ежедневных занятиях. Эти уроки пригодились ей в будущем, она сама играла на пианино в фильмах «Великая ложь» и «Встреть меня в Сент-Луисе».
В 1919 году Астор отправила свою фотографию в журнал «Motion Picture Magazine» для участия в конкурсе красоты и сумела выйти в полуфинал. Когда Астор было 15 лет, её семья переехала в Чикаго, из-за отца, который стал преподавателем немецкого языка в государственных школах. Там Люсиль стала брать уроки драматического искусства и принимать участие в постановках любительских театров. В следующем году она снова отправила свою фотографию в «Motion Picture Magazine» и на этот раз она стала финалисткой, а затем заняла второе место в национальном конкурсе красоты. Для того, что бы Астор стала актрисой, её отец перевёз семью в Нью-Йорк и с сентября 1920 по июнь 1930 года управлял всеми делами дочери, связанными с её карьерой.
Манхэттенский фотограф Чарльз Альбин увидел фотографию Астор и попросил молодую девушку с невероятными глазами и длинными каштановыми волосами, по прозвищу «Расти», позировать для него. Эти фотографии Альбина были замечены Гарри Дюрантом из «Famous Players-Lasky» и Люсиль подписала шестимесячный контракт с «Paramount Pictures». В процессе переговоров между главным директором Paramount Джесси Ласки, кинообозревателем Луэллой Парсонс и продюсером Уолтером Уэнджером, имя Люсиль Лангханке было решено изменить на Мэри Астор.

## Карьера в немом кино

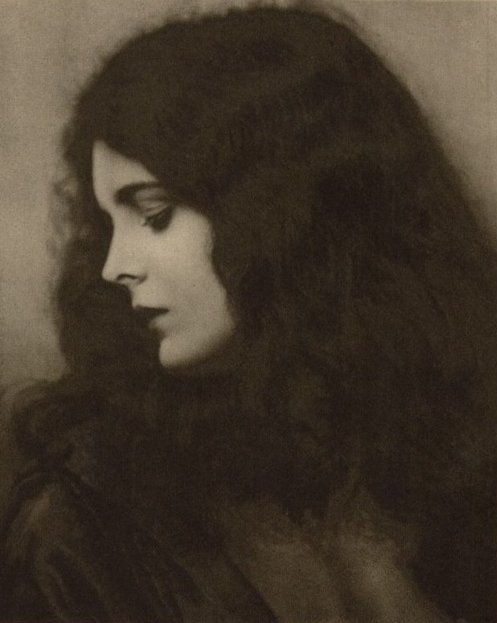
Фотография Астор, опубликованная в 1924 году в «Stars of the Photoplay».

На первые пробы в кино Астор направила Лиллиан Гиш, которая была под впечатлением, от того, с какой выразительностью девушка читала Шекспира. Её дебют на киноэкране состоялся в фильме «Сентиментальный Томми» (1921), но сцены с ней не попали в окончательный монтаж. Paramount позволил упростить контракт Астор, и она появилась в нескольких короткометражных фильмах снятых по мотивам известных картин. Внимание критиков она привлекла, сыграв две роли в короткометражном фильме «Нищая служанка» (1921). Её первый полнометражный фильм стал «Джон Смит» (1922), в том же году вышел фильм «Человек, который играл Бога». В 1923 году она и её родители переехали в Голливуд.
После появления в нескольких крупных ролях на различных студиях, Paramount продлил с ней контракт на один год, повысив гонорар до $500 в неделю. Затем она вновь снялась в нескольких картинах, после чего Джон Берримор увидел её фотографию в журнале, и хотел чтобы она появилась в его новом фильме. Она временно присоединилась к «Warner Bros.» и снялась в фильме «Красавчик Браммел» (1924). Джон Берримор ухаживал за молодой актрисой, но их общение было строго ограничено родителями девушки, которые не оставляли их наедине друг с другом, в конце концов Мэри было только семнадцать, и юридически она была несовершеннолетней. Но всё-таки паре удавалось иногда оставаться вдвоём, когда Берримор убеждал Лангханке, что его уроки актёрского мастерства требуют уединения. Их тайные отношения закончились в основном из-за постоянного вмешательства родителей Мэри, её неспособности избежать их деспотичного контроля, а также из-за знакомства Бэрримора с Долорес Костелло, коллегой Астор по WAMPAS Baby Stars, на которой он позже женился. В 1925 году родители Астор купили на Голливудских холмах особняк в мавританском стиле площадью 1 акр (4000 м²), известный как Moorcrest. В этом доме Лангханке жили в достатке за счёт гонораров дочери, держа её фактически в заключении. Особняк Moorcrest славится не только своим богатым декоративным стилем, но и как самое богатое жильё, связанное с пропавшей колонией «Кроатоан», основанный Теософским обществом в 1912 году. Построен он был Мэри Руссак Хотченер, которая не имела архитектурного образования, дом сочетал в себе мавританский стиль и стиль эпохи возрождения, имел такие особенности как движение искусств и ремёсел, художественное оформление оконных стёкол (их яркий дизайн сама Астор называла «неудачным»), а также батчелдерные плитки. С тех пор особняк перенёс множество реконструкций, но сохранился до сих пор. Перед тем как его купила семья Лангханке, он был арендован Чарли Чаплином, что увековечено на окне с помощью художественного стекла с изображением Маленького бродяги.

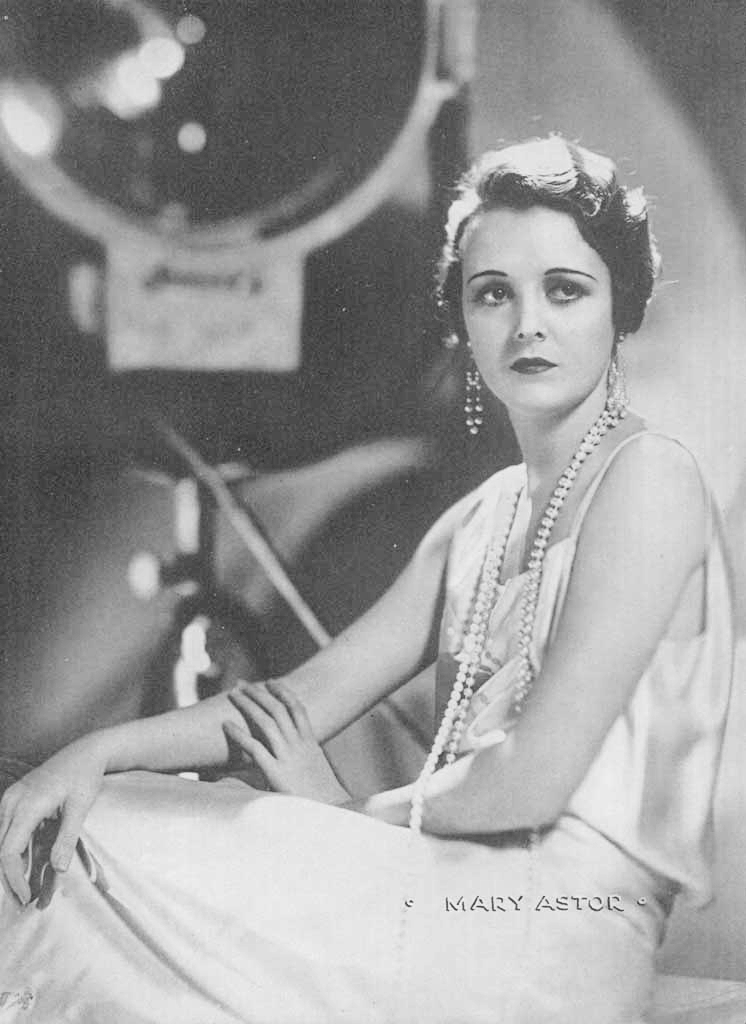
Мэри Астор для аргентинского журнала, 1931 год.

Родители Астор не были теософами, хотя и были очень дружны с Мэри Хотченер и её мужем Гарри, которые были членами этого движения. Хотченер договорилась о пособии в $ 5 в неделю для Астор (в то время как сама получала $ 2500 в неделю), а также право работать своей компаньонкой для её матери. В следующем году Астор, которой было 19 лет, устала от постоянного физического и психологического насилия своего отца, а также от его контроля над её финансами. И, как потом сама рассказывала в своих воспоминаниях, открыла окно своей спальни на втором этаже и сбежала в один из голливудских отелей. Хотченер поспособствовала её скорому возвращению домой, убедив Отто Лангханке дать дочери, чек на сумму $ 500 и полную свободу приходить и уходить когда ей заблагорассудится. Тем не менее Астор не получила полного контроля над своими доходами, пока ей не исполнилось 26 лет, после чего родители подали на неё в суд, заявив, что дочь отказывалась платить за их дом, который они приобрели с её помощью, а также помогать им в их повседневных расходах. В результате суд постановил, что актриса должна выплачивать родителям по $ 100 ежемесячно, а их особняк должен быть продан. В начале 1930-х годов Отто Лангханке выставил на торги особняк Moorcrest, в надежде выручить за него более чем $ 80 000, которые ему предлагали в начале, но в результате особняк был продан за $ 25 000.
Астор продолжала сниматься в фильмах различных киностудий. Когда в 1925 году её контракт с «Paramount» закончился, она подписала контракт с «Warner Bros.». Среди множества картин, была ещё одна совместная работа с Джоном Берримором в фильме «Дон Жуан» (1926). Так же в 1926 году она была названа одной из молодых звёзд WAMPAS, наряду с такими актрисами как Мэри Брайан, Долорес Костелло, Джоан Кроуфорд, Долорес дель Рио, Джанет Гейнор и Фэй Рэй. По контракту с «Fox Film» она снялась в картине «Одетый убивать» (1928), который получил много положительных отзывов. В том же году Астор снялась в комедии «Чистый мартини» (1928) студии «Fox». Позже актриса призналась, что работая над этим фильмом, «выпивала и принимала, что-нибудь, для атмосферы и эмоционального климата картины». Она так же рассказала, что положила начало «новой и захватывающей точки зрения, снисходительности к самой себе, и смогла выйти из вакуума своей нравственности и полностью покориться себе». Когда её контракт с «Warner Bros.» закончился, она подписала контракт с «Fox» на сумму $ 3750 в неделю. В 1928 году Астор вышла замуж за продюсера Кеннета Хоукса в своём семейном особняке Moorcrest. Муж подарил ей автомобиль Packard в качестве свадебного подарка и пара переехала в дом на холмы Lookout Mountain в Лос-Анджелесе над Беверли-Хиллз. По мере того как киноиндустрия стала переходить в звуковое кино, «Fox» дала ей возможность проявить себя в этой сфере, но выяснилось, что голос Астор низкий и недостаточно глубокий, хотя, вероятно, это было из-за раннего звукового оборудования и неопытности техников. В результате студия расторгнула с ней контракт и Астор оставалась без работы в течение восьми месяцев в 1929 году.

## Новое начало

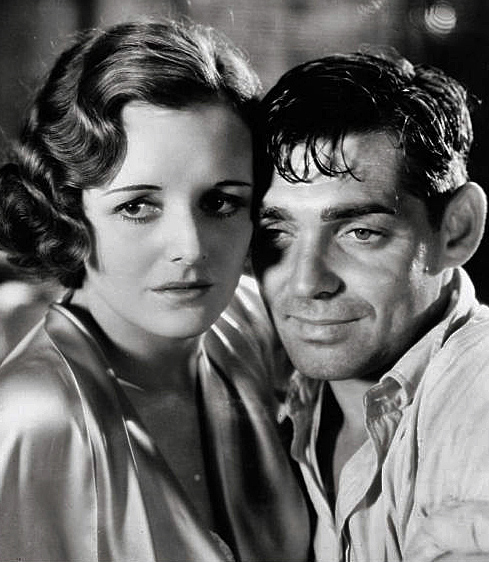
С актёром Кларком Гейблом в фильме «Красная пыль» (1932).

Астор тренировала свой голос, брала уроки пения всё свободное время, но ролей в кино ей так и не предлагали. Новый толчок карьера актрисы получила благодаря её подруге Флоренс Элдридж (супруги Фредрика Марча), которой Мэри очень доверяла. Элдридж должна была играть главную роль в театральной постановке «Среди замужества» в театре «Majestic» в центре Лос-Анджелеса и порекомендовала Астор на второстепенную роль. Спектакль имел успех и её голос был признан подходящим для кино, оказавшись теперь низким и динамичным. Она была счастлива вновь вернуться к работе, но её счастье длилось недолго. 2 января 1930 года, во время съёмок дополнительных сцен для фильма «Некоторые люди опасны», её муж Кеннет Хоукс погиб в авиакатастрофе посреди Тихого океана. Астор только закончила утреннюю репетицию в «Majestic», когда Флоренс сообщила ей эту новость. Она была потрясена смертью мужа, из-за чего в постановке её заменили на Дорис Ллойд. Астор в течение некоторого времени жила в квартире Элдридж, не сразу найдя в себе силы вернуться к работе. Но вскоре она дебютировала в своём первом звуковом кинофильме студии Paramount «Дамы любят негодяев» (1930), в котором одну из главных ролей играл её друг Фредрик Марч. В то время когда известность Астор росла, в её личной жизни нарастали сложности. Во время работы над ещё несколькими картинами она страдала от перенесённого ей шока в связи со смертью мужа, в результате чего у неё случился нервный срыв. В течение нескольких месяцев Астор посещала психолога, доктора Франклина Тропа, за которого она вышла замуж 29 июня 1931 года. В том же году она снялась в роли Нэнси Гибсон в фильме «Умная женщина» (1931), играя женщину, которая с помощью обмана решила вернуть себе мужа. Умной речью, а также благодаря убранству своего дорогого особняка она привлекла мужчину, который очевидно был увлечён героиней Астор. Состоятельный господин-золотоискатель, по просьбе Гибсон, привлекает её же внимание, во время уикенда в поместье. Муж, планирует развестись с Нэнси и жениться на незваной гостье, Пэгги Престон, но встревожен тем, что Пэгги увлечётся новым гостем из-за его невероятного богатства. Всё это было снято в хитрой и необычной манере.
В мае 1932 года Троп купил яхту и отправился на Гавайи, где Астор планировала родить ребёнка в августе, но ребёнок родился в июне в Гонолулу. Девочку назвали Мэрилин Хаули Троп (англ. Marylyn Hauoli Thorpe): её имя это сочетание имён её родителей Мэри и Франклин, а второе имя — гавайское. Когда семья вернулась в Южную Калифорнию, Астор получила ключевую роль Барбары Уиллис в фильме «MGM» «Красная пыль» (1932), где так же снимались Кларк Гейбл и Джин Харлоу. В конце 1932 года Астор подписала полноправный контракт с «Warner Bros.». В то время, помимо больших повседневных расходов, её родители вкладывали огромные суммы в фондовый рынок, который больше приносил убытков чем прибылей. Астор считала эти инвестиции «бесполезной вещью» и отказалась оплачивать расходы родителей. В 1933 году она даже собиралась обратиться в «Кинематографический и телевизионный фонд», чтобы оплатить свои счёта. Но вскоре получила главную роль Хильды Лэйк, племянницы убитых жертв в экранизации романа «Дело об убийстве в питомнике», в роли детектива Фило Вэнса, в этом фильме снимался Уильям Пауэлл. Много позже, в августе 1984 года, кинокритик Уильям Эверсон в своей рубрике обзоров кинофильмов назвал картину «шедевром». Несчастная в браке Астор, решила сделать перерыв в своей карьере и в 1933 году отправилась в одиночку в Нью-Йорк. Там она наслаждалась светской жизни, в ходе которой встретила драматурга Джорджа Кауфмана. С ним у актрисы начался роман, о котором она писала в своём личном дневнике.

## Скандалы

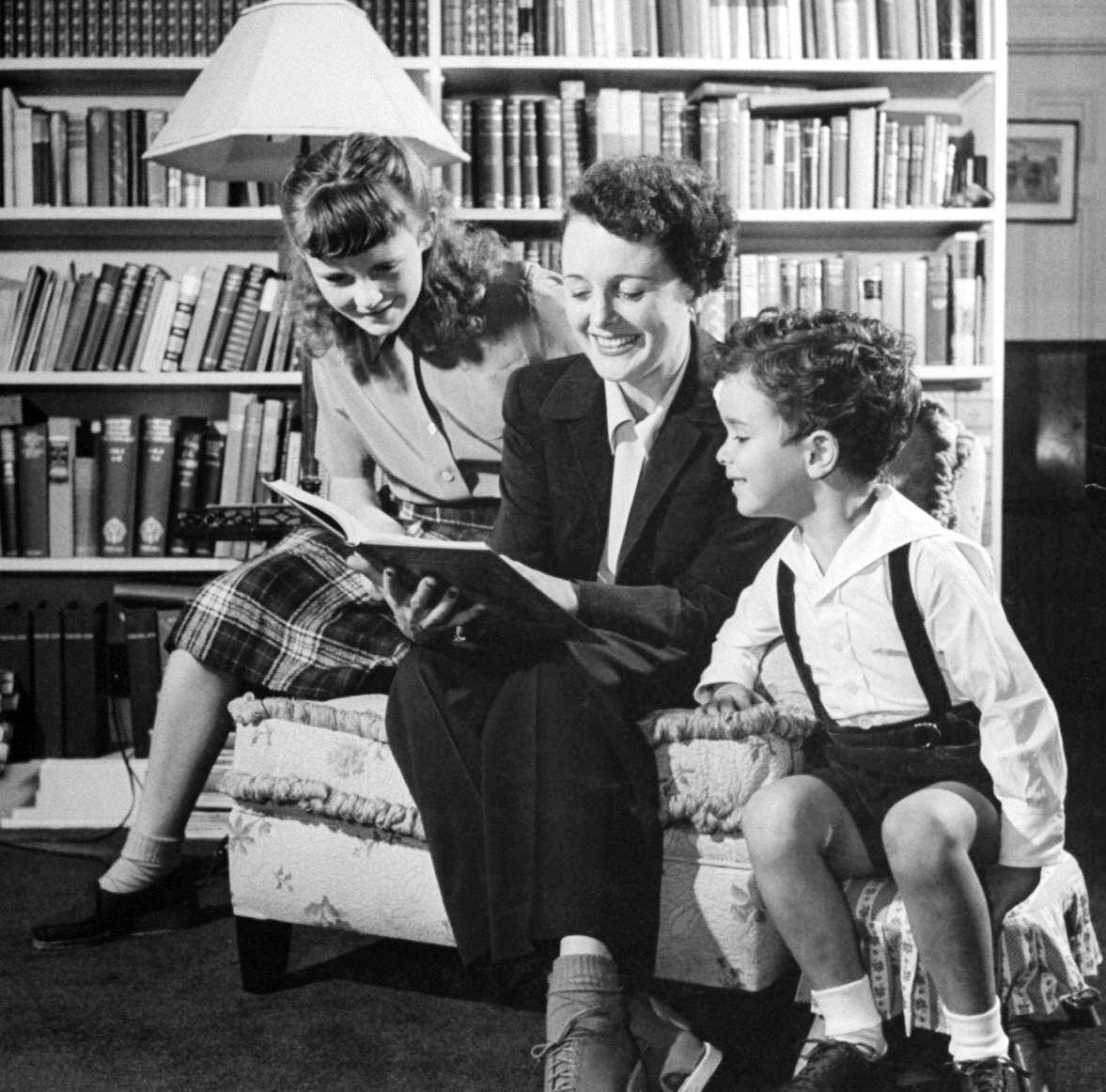
Астор с дочерью Мэрилин Хаули Троп и сыном Тоно дель Кампо, 1944 год.

В 1936 году судебные процессы вновь привлекли внимание прессы к Астор. С доктором Франклином Тропом она развелась в апреле 1935 года, после чего он долго судился с ней за право опеки над их четырёхлетней дочерью Мэрилин. Троп угрожал использовать на слушании в суде личный дневник Астор, в котором говорилось о её связях со многими знаменитостями, включая Джоржда Кауфмана. Официально дневник никогда не был представлен в качестве доказательства, но Троп и его адвокаты постоянно упоминали его. После того, как её дневник был украден, Астор призналась, что он существует на самом деле. Признала она и то, что она описывала в нём свои отношения с Кауфманом, но уверяла, что многие из утверждений, в которых обвиняли её, являются враньём. Дневник был признан неприемлемым искажённым документом, и судья приказал конфисковать его и опечатать. Астор говорила, что затем дневник был уничтожен с её разрешения.
Как только Астор приступила к работе над своей ролью Эдит Кортрайт в фильме «Додсворт», главную роль в котором играл Уолтер Хьюстон, новости о её дневнике стали достоянием общественности. Продюсера фильма Сэмюэла Голдвина убеждали уволить Астор, так как её контракт включал в себя соблюдение норм морали и этики, но Голдвин отказался. Фильм стал хитом.

## Середина карьеры
В конце концов, скандалы не принесли вреда карьере Астор, наоборот, из-за широкой огласки её борьбы за право опеки над дочерью привлекли к ней внимание кинозрителей. На волне этих скандалов она снялась в фильме «Додсворд» (1936), который собрал много восторженных отзывов, завоевал признание публики и помог «Samuel Goldwyn Company» остаться коммерчески независимой. В 1937 году она вернулась на театральную сцену, чтобы принять участие в ряде успешных постановок Ноэла Кауарда «Сегодня в 8:30», «Изумлённое сердце» и «Натюрморт». Астор также начала часто выступать на радио. Но некоторые из её лучших фильмов были ещё впереди; среди них «Пленник Зенды» (1937), «Ураган» (1937) Джона Форда, «Полночь» (1939), «Бригхэм Янг» (1940). В фильме Джона Хьюстона «Мальтийский сокол» (1941) Астор играла коварную соблазнительницу Бриджид О’Шоннесси, в этом фильме также снялись Хамфри Богарт, Петер Лорре, Сидни Гринстрит. Ещё одной успешной работой Астор была роль, за которую она получила статуэтку «Оскар», эгоцентричной пианистки Сандры Ковак, без сожалений отдающей своего ребёнка в обмен на безбедное существование, в фильме «Великая ложь» (1941). Джордж Брент сыграл в нём бывшего любовника Сандры, но несомненной звездой фильма стала Бетт Дейвис. Дейвис была под впечатлением от кинопроб Астор, ей также понравилось, как та исполняла П. И. Чайковского «Концерт для фортепиано с оркестром № 1». Она попросила, чтобы роль Сандры отдали именно ей, а также пригласила для совместной работы над сценарием, который нуждался в доработке, чтобы сделать его более интересным. Также Астор специально для роли сделала короткую стрижку, последовав совету Дейвис.

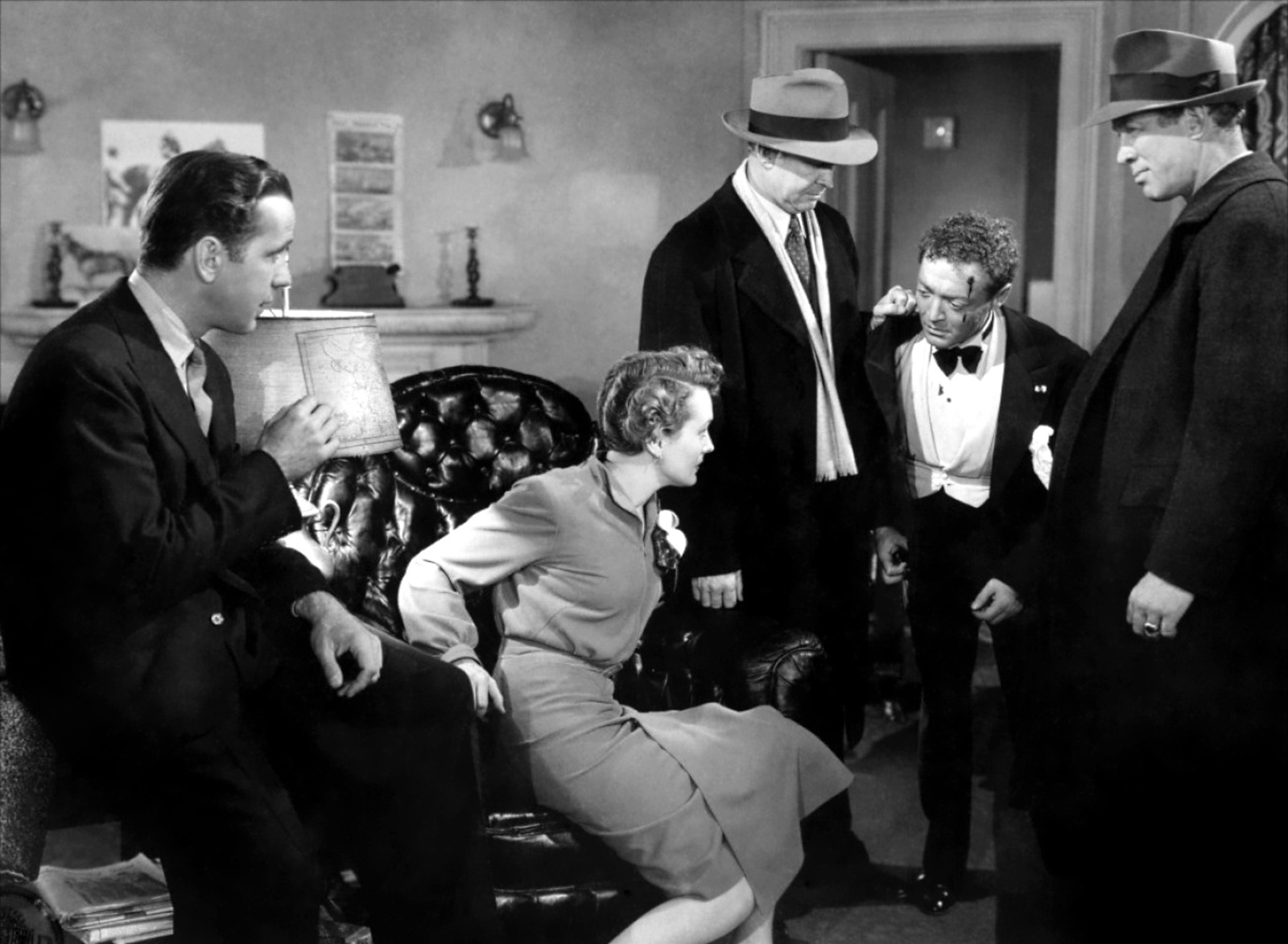
Хамфри Богарт, Мэри Астор, Петер Лорре, Уорд Бонд в фильме «Мальтийский сокол» (1941).

Саундтреки из фильма, в сценах, где Сандра на концерте играет на фортепиано резкими и сильными движениями рук, были воспроизведены пианистом Максом Рабиновичем. Дейвис намеренно отошла в сторону, чтобы позволить Астор блистать в её ключевых сценах. В результате своего исполнения Мэри выиграла премию «Оскар» за лучшую женскую роль второго плана, поблагодарив в своей речи Бетт Дейвис и Чайковского. За время съёмок Астор и Девис стали хорошими друзьями.
Несмотря на свои успехи, Астор никогда не пыталась выбиться в эшелон главных кинозвёзд. Она всегда отклоняла предложения сыграть главную роль. У неё не было желания возлагать на себя большую ответственность, быть главной звездой фильма, которая «ведёт фильм», она предпочитала оставаться в безопасности, на вторых ролях. В 1942 году она присоединилась к Хамфри Богарту, Сидни Гринстриту и Джону Хьюстону и сыграла роль Альберты Марлоу в приключенческом боевике «Через океан». Хотя чаще всего Мэри снималась в драматических и мелодраматических фильмах, она показала, что у неё есть и комедийный талант, сыграв роль принцессы Сентимилии в фильме Престона Стёрджеса «Приключения в Палм-Бич» (1942) для «Paramount». В феврале 1943 года отец Астор, Отто Лангханке, умер в медицинском центре Cedars-Sinai от сердечного приступа, который был вызван осложнениями во время гриппа. Его жена и дочь были рядом с ним.

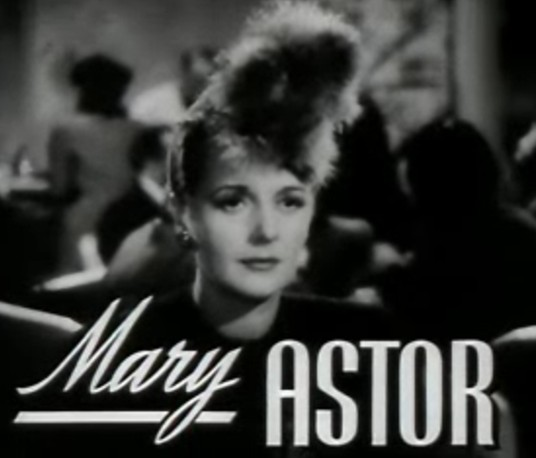
В фильме «Великая ложь» (1941), в роли Сандры Ковак.

В том же году Астор подписала семилетний контракт с «Metro-Goldwyn-Mayer», который, как выяснилось впоследствии, оказался большой ошибкой. Она была занята незначительными ролями в кино, которые сама считала бездарными. Одним из немногих успешных фильмов с её участием в то время стал мюзикл «Встреть меня в Сент-Луисе» (1944), после чего студия позволила ей взять небольшой перерыв, во время которого она дебютировала на Бродвее в спектакле «Множество счастливых встреч» (1945). Спектакль оказался неудачным, но игра Астор получила хорошие отзывы. По контракту с «20th Century Fox», она сыграла роль богатой вдовы Элизабет Ван Дорен, в фильме «Клаудия и Дэвид» (1946). Позже Астор принимает предложение от «Paramount Pictures» и соглашается на роль жёсткой и мужеподобной владелицы салона и казино в шахтёрском городке Фритци Хэллер в фильме «Ярость пустыни» (1947). Прежде чем Хелен Лангханке умерла от болезни сердца в январе 1947 года, Астор рассказывала, как она сидела в больничной палате с матерью, которая была в бреду и не узнала свою дочь, спокойно слушая ужасающие рассказы Хелен о её дочери — эгоистичной Люсиль. Уже после смерти матери Астор рассказала, что провела бесчисленное множество часов, копируя её дневник, чтобы потом прочесть его, и была удивлена, узнав, насколько была нелюбима. Вернувшись в «MGM», Астор продолжала появляться в ролях матерей, которые были малозначительными и тусклыми. Исключением стала её роль стареющей проститутки Пэт в фильме-нуар «Акт насилия» (1948). Последней каплей стала её роль Марми Марч в фильме «Маленькие женщины» (1949). Астор не находила никакого вдохновения в своих персонажах, она рассматривала одну за другой однообразные роли и становилась подавленной. Студия хотела продлить с ней контракт, обещая ей лучшие роли, но она отклонила их предложение.

## Средние годы
В это же время у Астор начались проблемы с алкоголем. Она говорила о своём алкоголизме ещё в 1930-е годы, но это никогда не мешало её графику работы. Но потом Астор признала свою слабость и в 1949 году отправилась на лечение в санаторий для алкоголиков.
В 1951 году в Астор отчаянии позвонила своему врачу и сказала, что приняла слишком много снотворного. Она была доставлена в больницу, а полиция пришла к выводу, что актриса пыталась покончить с собой, потому что это была уже третья передозировка за два года, в результате чего эта история стала заголовками газет. Сама актриса утверждала, что это был несчастный случай.
В том же году актриса вступила в общество «Анонимные алкоголики» и приняла католицизм. Астор была направлена на восстановление к священнику Питеру Сайклику, который также был и психологом. Он предложил ей написать книгу о своём опыте в качестве терапии. Тогда же она ушла от своего четвёртого мужа Томаса Уилока (биржевого брокера, за которого вышла замуж на Рождество в 1945 году), но официально они развелись лишь в 1955 году.
В 1952 году Астор была предложена главная роль в постановке «Время кукушки», который впоследствии был экранизирован под названием «Лето» (1955). Астор гастролировала с этой постановкой до мая 1953 года. После гастролей она четыре года прожила в Нью-Йорке, работая в театре и на телевидении.
Дебют Астор на телевидении состоялся в эпизоде «Недостающие годы» (1954) для «Телевизионный театр Крафта». В последующие годы она часто появлялась на телевидении и участвовала в крупных проектах того времени, в том числе «Стальной час Соединённых Штатов», «Альфред Хичкок представляет», «Сыромятная плеть», ««Доктор Килдэр»», «Правосудие Берка» и «Бен Кейси». В 1954 году Астор вместе с Гэри Мерриллом снялась в эпизоде «Страшный час» в сериале «Справедливость», который транслировался на канале NBC. В нём она предстала в образе отчаянной, бедной и стареющей кинозвезды, которая пытается покончить жизнь самоубийством, чтобы избежать воровства. Она также сыграла бывшую кинозвезду в «Триллере Бориса Карлоффа» в эпизоде «Роуз Прошлым летом».
Мэри Астор снова появилась на Бродвее в постановке «История Старкросса» (1954), но после её провала вернулась в Южную Калифорнию в 1956 году. Тогда она продолжила успешный театральный тур «Дон Жуан в аду» под руководством Агнес Мурхед, где главную роль исполнял Рикардо Монтальбан.
Книга Астор «Моя история: Автобиография», была опубликована в 1959 году, в один день став сенсацией и бестселлером. Это было результатом работы отца Сайклика, который посоветовал ей написать книгу. В этой книге она рассказала о своей неспокойной личной жизни, родителях, браках, скандалах, борьбе с алкоголизмом и других эпизодах своей жизни. Однако Астор не стала писать о киноиндустрии и своей карьере. В 1969 году вышла её вторая биография, «Жизнь в кино», в которой она уже подробно рассказала о своей карьере. Эта книга, как и первая, стала бестселлером. Астор также попробовала себя в художественной литературе, написав романы «Невероятный Чарли Каре» (1963), «О’Конноры» (1964), «Прощайте, Дарлинг, будьте счастливы» (1965), «Образ Кейт» (1966), который был переведён на немецкий язык под названием «Годы и дни», и «Местечко, под названием Суббота» (1968).
В течение этого времени она появилась в нескольких фильмах, в том числе «Незнакомец в моих объятьях» (1959). Она также снялась в картине «Возвращение в Пейтон Плейс» (1961), сыграв Роберту Картер, властную мать, которая настаивает на том, чтобы «отвратительный» роман, написанный Элисон МакКензи про своих земляков, запретили в школьной библиотеке. За эту роль Астор получила хорошие отзывы. Согласно киноведу Гевину Ламберту, актриса придала незабываемость последней сцене этого фильма, где показаны мстительные мотивы Роберты.

## Последние годы и смерть

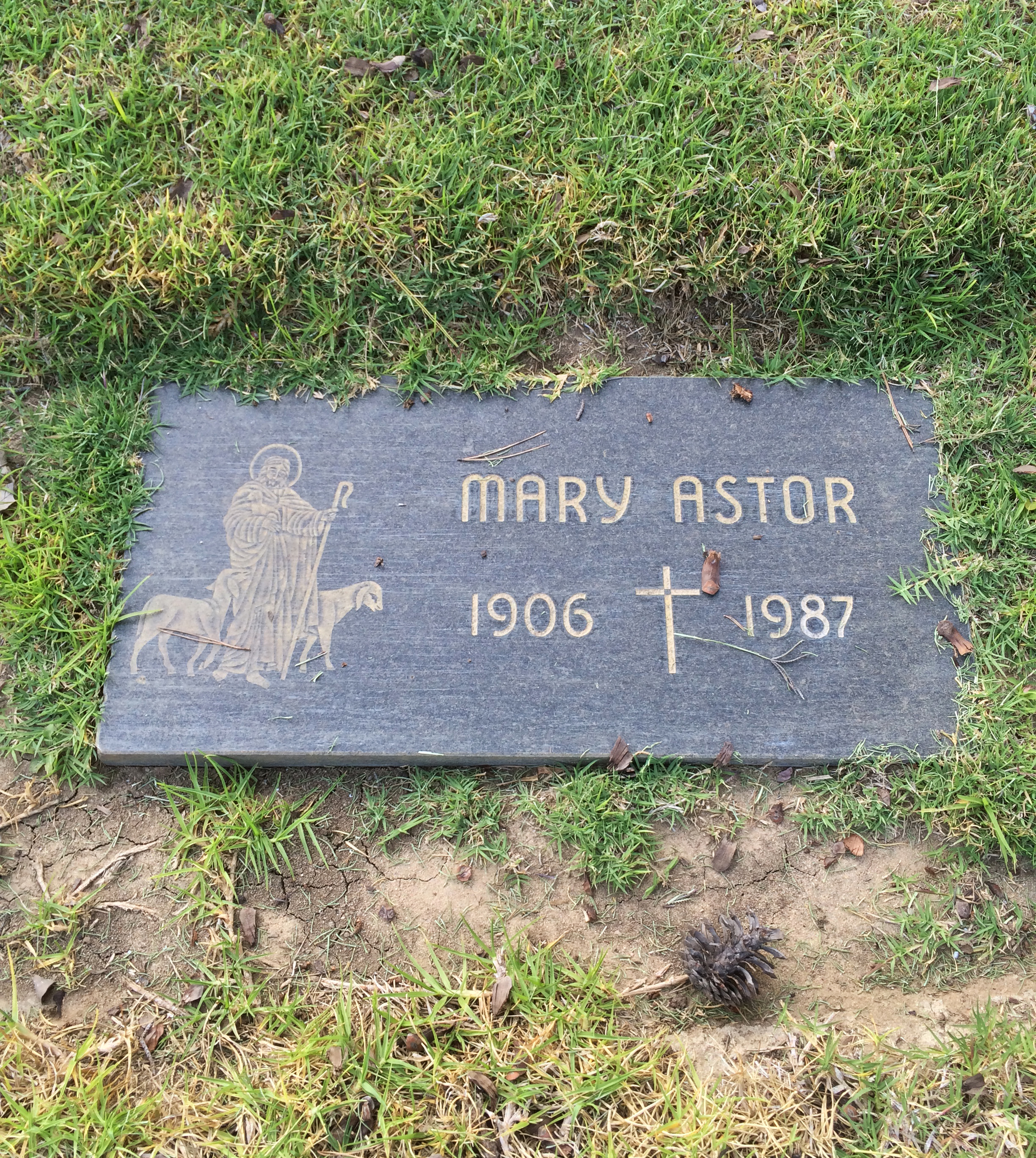
Могила Мэри Астор на кладбище Святого креста

После путешествия по миру в 1964 году Мэри Астор покинула дом в Малибу, где занималась садоводством и работала над своим третьим романом, чтобы сняться в своём последнем фильме. Ей предложили небольшую, но ключевую роль Джуэл Мэйхью в фильме «Тише, тише, милая Шарлотта», главную роль в котором играла её подруга Бетт Дейвис. Съёмки заключительной сцены с её участием проходили на плантации Дубовая аллея в Луизиане вместе с Сесилом Келлауэйем. В своей книге «Жизнь в кино», Астор описала свою роль в этом фильме, как «старушка, ожидающая смерти». Она также решила, что роль станет её «лебединой песней» в кинобизнесе.
Завершив свою 45-летнюю карьеру, на протяжении которой Астор снялась в 109 полнометражных фильмах, она вступила в Гильдию киноактёров США и вышла на пенсию. Позже она переехала в Фонтан Вэлли, Калифорния, где жила со своим сыном Тоно дель Кампо (родился в 1939 году от брака с мексиканским монтажёром Мануэлем дель Кампо) и его семьёй до 1971 года. В том же году у неё начались хронические проблемы с сердцем, и она переехала в комплекс для проживания пожилых людей «Motion Picture & Television Country», построенный в Вудленд-Хиллз для ветеранов кино и телеиндустрии. Там она жила в собственном небольшом коттедже, имея свой частный стол в ближайшей столовой, за которым она могла питаться в любое время. В окрестностях комплекса она была запечатлена журналом «Life» во время своей прогулки на трёхколёсном велосипеде. Мэри появилась на телевидении в документальном сериале «Голливуд: Празднование американского немого кино» (1980), созданный Кевином Браунлоу, в котором они обсуждали её роли в период немого кино. Спустя несколько лет после выхода на пенсию, Астор пригласили сняться в ещё одном документальном фильме Браунлоу, в котором так же появилась её сноха Бесси Лав (бывшая жена Уильяма Хоукса, который был родным братом Кеннета Хоукса, первого мужа актрисы).
Мэри Астор умерла 25 сентября 1987 года, в возрасте 81 года, от дыхательной недостаточности, вызванной эмфиземой лёгких. Во время смерти она находилась в качестве пациентки в госпитале комплекса «Motion Picture & Television Country». Актрису похоронили на кладбище Святого креста в Калвер-Сити.
За свой вклад в развитие киноиндустрии Мэри Астор удостоена звезды на Голливудской «Аллея славы». Её номер — 6701.
Ей принадлежит фраза:
Есть пять стадий жизни актёра: Кто такая Мэри Астор? Восприятие Мэри Астор. Восприятие Мэри Астор как личность. Дайте нам молодую Мэри Астор! Кто такая Мэри Астор?

## Награды
- 1942 — Премия «Оскар» за лучшую женскую роль второго плана («Великая ложь»)